# Mutianyu

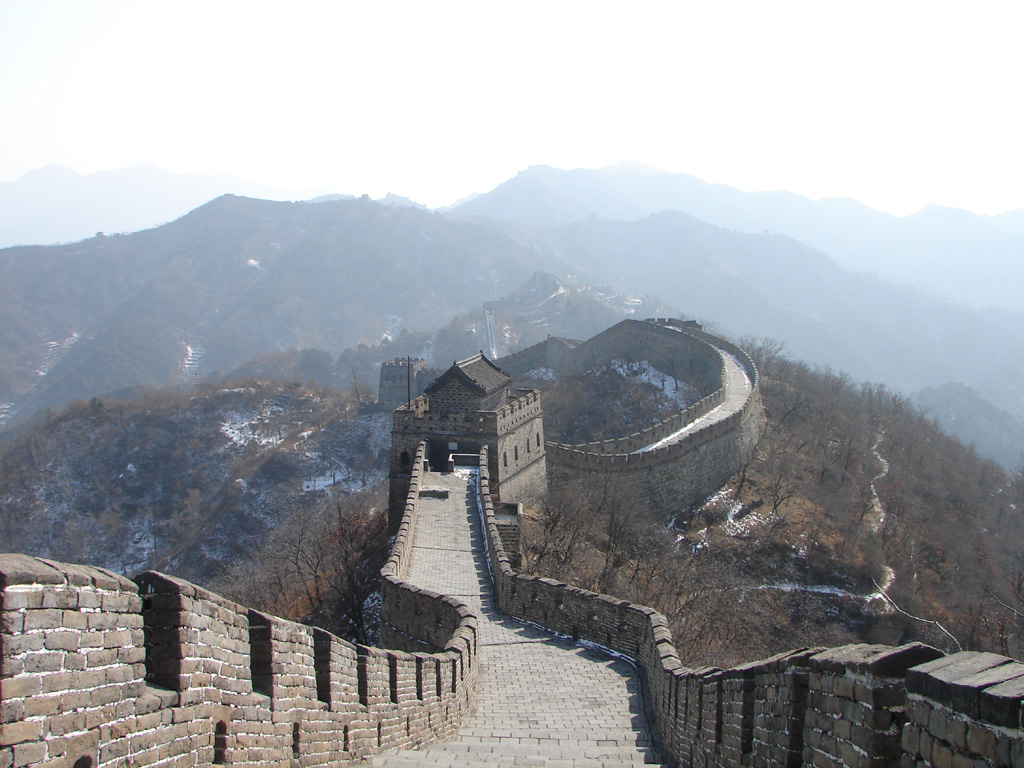
Parte della sezione Mutianyu della Grande Muraglia

Mutianyu (cinese tradizionale 慕田峪, pinyin Mùtiányù) è una sezione della Grande muraglia cinese nel distretto di Huairou, a 70 km a nord-est di Pechino. La sezione Mutianyu della Muraglia è collegata al passo Juyongguan ad ovest e alla porta Gubeikou a est. Una delle sezioni meglio conservate del monumento, Mutianyu aveva la funzione specifica di proteggere la capitale e le tombe imperiali.
Costruita in origine a metà del VI secolo durante la dinastia Qi settentrionale, Mutianyu è più antica della sezione Badaling. Durante la dinastia Ming, sotto la supervisione del Generale Xu Da, iniziò la costruzione della Muraglia attuale, sulle fondamenta della precedente. Nel 1404 vi venne costruito un passo, mentre una parte venne ricostruita nel 1569, per la maggior parte conservata fino ad oggi. La sezione Mutianyu è quella di dimensioni e qualità maggiore di tutta la Grande Muraglia.
Costruita per lo più in granito, la muraglia è alta 7-8 metri e larga in alto 4-5 metri. Se confrontata con altre sezioni della Grande Muraglia, possiede caratteristiche uniche:
- Alta densità di torri di avvistamento - 22 su una lunghezza totale di 2,25 km
- Merlature sia verso l'interno che verso l'esterno
- In corrispondenza del passo Mutianyu vi sono tre torri di avvistamento, una più grande al centro e due minori ai lati, collegate all'interno

L'area in cui si trova questa sezione è circondata da foreste e ruscelli.
Mutianyu è oggi aperta al pubblico, con infrastrutture turistiche come una cabinovia e discese dalla muraglia.
Accanto alla Muraglia si trova il villaggio di Mutianyu, visto come modello dal governo cinese per la rinascita della sua economia oggi basata sul turismo e sulle industrie vetrarie.
Il 7 agosto 2007 membri dell'organizzazione pro-Tibet Students for a Free Tibet hanno dimostrato in questa zona della Muraglia contro la politica cinese in Tibet, a un anno dall'inizio dei Giochi olimpici del 2008.